# Capussa
Capussa  ((latina: Capusa); ... – 206 a.C.) è stato un re numida, al tempo della Seconda guerra punica.

## Biografia
Figlio di Esalce e cugino di Massinissa, fu nominato re alla morte del padre (206 a.C.).
Capussa non aveva ascendente sul suo popolo e in questo modo permise a Mezetulo di chiedere il trono per il piccolo Lacumace. Nella battaglia che seguì, Capussa venne sconfitto ed ucciso.